# ریچی زنگا
ریچی زنگا (انگلیسی: Ritchie Zanga؛ زادهٔ ۸ آوریل ۱۹۸۸) بازیکن فوتبال اهل فرانسه است.
از باشگاه‌هایی که در آن بازی کرده‌است می‌توان به باشگاه فوتبال گنگام اشاره کرد.